# Backsjösjön
Backsjösjön är en sjö i Örnsköldsviks kommun i Ångermanland och ingår i Idbyån-Moälvens kustområde. Sjön har en area på 0,531 kvadratkilometer och ligger 72 meter över havet. Sjön avvattnas av vattendraget Lillbäcktjärnbäcken.

## Delavrinningsområde
Backsjösjön ingår i det delavrinningsområde (702716-164101) som SMHI kallar för Utloppet av Backsjösjön. Medelhöjden är 150 meter över havet och ytan är 5,91 kvadratkilometer. Det finns inga avrinningsområden uppströms utan avrinningsområdet är högsta punkten. Lillbäcktjärnbäcken som avvattnar avrinningsområdet har biflödesordning 2, vilket innebär att vattnet flödar genom totalt 2 vattendrag innan det når havet efter 18 kilometer. Avrinningsområdet består mestadels av skog (72 procent). Avrinningsområdet har 0,53 kvadratkilometer vattenytor vilket ger det en sjöprocent på 8,9 procent.